# Midrab Bahadur
Midrab Bahadur fou un amir al servei de Xah Rukh, un dels més fidels i importants d'aquest sobirà. Era fill del notable amir Cheku o Jaku Barles, i cosí germà de Idaku Barles, el governador del Kirman (+ 1407). A la mort del seu pare (hivern del 1383 al 1384) va heretar el comandament de les tropes de Kunduz i Baghlan. El 1396 fou assignat a Xah Rukh.
A la mort de Tamerlà el 1405, Midrab fou nomenat governador de Khurasan quan Xah Rukh va sortir del territori si bé finalment el príncep va optar per restar a Herat i restablir les antigues fortificacions que havien estat destruïdes per Tamerlà en lloc d'iniciar una guerra ofensiva. A la primavera va esclatar una revolta dels sarbadars dirigida per Khoja Sultan Ali i els amirs Midrab Bahadur i Said Khoja foren enviats contra ells. Quan Pirak Pasha d'Astarabad es va unir a la revolta, Said Khoja el va anar a combatre i en la batalla d'Astarabad, Midrab va manar l'ala dreta que va aplanar a l'ala esquerra dels enemics. L'estiu de 1405, Sulayman fou acceptat per Xah Rukh com amir principal del país al costat de Said Khoja i Midrab Bahadur. Quan Sulayman es va revoltar poc després, Midrab fou enviat contra la fortalesa de Kalat on el rebel s'havia fet fort.
El 1406 Xah Rukh i Khalil Sultan es retreien mútuament que no observaven els acords. Van acordar una reunió per la qual Khalil va designar com els seus representants als amirs Allahdad i Arghun Xah Burdalik; i Xah Rukh a l'amir Midrab Bahadur i al cadi Kutb al-Din Allah Imami. A la primavera es va revoltar Said Khoja i Xah Rukh va cridar a l'amir Midrab Bahadur i va donar un ultimàtum a Said Khoja. Khoja Ali Nasr Allah Terschizí, kutwal de la fortalesa de Pejdarud, planejava passar al bàndol de Said Khoja, però Xah Rukh va enviar allí a l'amir Midrab Bahadur i Nasr Allah va fugir. Said Khoja i altres rebels es van refugiar a Mazanderan amb Pirak Pasha, i es va fer campanya allí però Midrab no hi es esmentat i probablement no hi va participar.
Després de l'assassinat de Pir Muhammad ibn Jahangir (1407), el príncep Amirak Ahmad fou enviat a Balkh acompanyat de Midrab Bahadur. Midrab va poder informar a l'emperador que era a Kizil Ribat al Badghis que Yadgarshah Arlat, beg dels Arlat, havia refusat donar suport a l'assassí de Pir Muhammad, Pir Ali Taz Sulduz. Midrab Bahadur fou enviat a acampar a la zona del Murghab.
El rebel Muhammad Umar, governador del Mazanderan, havia estat derrotat en la batalla Berduyah (1407) i fou atrapat per Midrab Bahadur entre Berduyah i Torbat-e Jam. Els amirs Midrab Bahadur, Tavakul Barles, Xaikh Lukman Barles i Ali Beg Bekavul foren enviats a la tardor contra Pir Ali Taz que estava acampat a Ieke-Olang. Seguidament Xah Rukh va enviar a l'emir Midrab Bahadur a establir el kixlak o quarter de hivern a Garmsir i Sistan i, per tant, tampoc va participar en la campanya de Mazanderan del 1407.
L'amir Midrab Bahadur havia arribat del Sistan i un exèrcit havia de marxar a la zona i els conjurats de Jahan Malik es van unir a aquest exèrcit. Midrab Bahadur va empaitar als rebels que s'hi van enfrontar i el van ferir a la cara havent de ser portat a Herat on es va restablir. En la campanya de Sistan del 1408 el príncep Rustem i l'amir Midrab Bahadur foren enviats a la província de Zareh.
El 1409 Xah Rukh va concedir a Amirak Ahmad ibn Umar Xaikh el soyurgal de Uzkend o Uzjand; amb ell va enviar el príncep Baykara (germà petit d'Amirak Ahmad) i dos amirs: Midrab Bahadur i Musa Ka. Quan Xaikh Nur al-Din es va revoltar el 1410, Xah Rukh va enviar contra ell als principals amirs, com Midrab Bahadur, Tavakul Barles, Yadgarshah Arlat, Anuixirvan Barles, Muhammad Sufi Tarkhan, Yusuf Khoja i Ajebxir. El 1410 hauria exercit breument el govern de Khuttalan passant després el càrrec al seu parent Nur Malik (al que va succeir el seu fill Sultan Bayazid, esmentat com a governador vers 1422/1424).
L'emperador el 1412 va enviar al Badakhxan als amirs Midrab Bahadur, Said Ali Tarkhan i Jalal al-Din Firuz Xah. Van passar per Balkh, governada pel fill de l'emperador, Ibrahim Sultan, i van seguir al sud; després de passar Baghlan van arribar a Ixkemeix. Baha al-Din va fugir cap a les muntanyes. Ibrahim Sultan que s'havia unit a l'expedició es va aturar a Keixem. L'exèrcit victoriós va ocupar la ciutat de Badakhxan i va penetrar cap els districtes de Sagnan, Gand i Bamir (on tradicionalment se situava el naixement del Jihun o Oxus). Es va fer un botí enorme i van retornar a la ciutat de Badakhxan. Xah Mahmud, germà de Baha al-Din, que havia estat a la cort de Xah Rukh anteriorment, fou nomenat xah governador
El 1414 l'emperador va saber de les crítiques de Sayyid Ali Kiya de Sari i Amol i va enviar a aquest govern als amirs Midrab Bahadur i Elies Khoja amb una carta en la qual el comminava a mostrar submissió: Ali Kiya no va dubtar i va oferir immediatament mostres de submissió i va enviar a la cort al seu fill amb alguns presents. Xah Rukh li va atorgar un perdó complet
Després de la submissió de Siraz i Fars el 1414, Midrab Bahadur, que ya era gran noyan, va rebre el govern general de la província amb un cos militar de mil cavallers. El seu comandament s'estenia a l'oest fins al Khuzestan, i a l'est fins a Hurmuz. Malauradament Midrab Bahadur va agafar una malaltia greu que en poques setmanes li va causar la mort. Per substituir-lo Xah Rukh va designar al seu propi fill Ibrahim Sultan, el governador d'Esfahan. Al domini familiar de Kunduz i Baghlan el va substituir Ibrahim Sultan ibn Jahanxah ibn Jaku Barles (que més tard fou nomenat governador d'Esfahan per un temps)